# 东风4C型内燃机车
东风4C型内燃机车（DF4C），是中国铁路使用的干线货运柴油机车车型之一，由大连机车车辆厂于1985年研制成功、1990年投入批量生产。东风4C型内燃机车是在東風4B型内燃機車基础上开发研制的升级产品，装用经过改良设计的16V240ZJC型柴油机，最大运用功率达3600马力（2645千瓦），机车的总体布置和电气控制方面也作了较大的改进。与东风4B型机车相比，东风4C型内燃机车不但运用功率有所提高，无论在牵引速度、经济性方面都比前者更为优越，而且在结构上也解决了东风4B型内燃机车不合理的布局和惯性质量问题，并使机车重量分配更趋合理。除了大连机车车辆厂之外，资阳内燃机车厂、大同机车厂和青岛四方机车车辆厂均曾经生产东风4C型机车。截至1999年停产，四家工厂共生产了845台东风4C型货运机车。

## 发展历史

### 开发背景
1978年以后，中国国民经济开始进入改革开放的发展时期，而此时铁路运能不足与运量增加的矛盾，成为制约国民经济发展的一个瓶颈。1981年3月，中共中央书记处书记、国务院副总理万里及国家机关有关部门负责人等50余人，包括前任铁道部部长吕正操、时任铁道部副部长邓存伦、沈阳铁路局副局长李森茂，在中共辽宁省委第一书记郭峰、省长陈璞如陪同下，来到大连机车车辆工厂、大连内燃机车研究所等单位视察工作。万里在参观中听取东风4B型柴油机车的试制试验情况，又详细询问了机车各部件的质量及改进情况，并在视察中对工厂今后的工作作了重要指示。1981年5月12日，在铁道部全路电话会议上传达了万里副总理的重要指示，明确指出“东风4型内燃机车要在目前B型的基础上进一步改进，提高质量。在B型基础上系列化，着手研究试制C型”。
为了满足铁路运输对机车经济性、耐久性、可靠性的要求，大连机车车辆厂根据“生产一代产品、试制一代产品、研究一代产品”的方针，在试制试验16V240ZJB型柴油机和东风4B型柴油机车的同时，已经开始着手研究开发下一代的16V240ZJC型柴油机和用于干线货运的东风4C型柴油机车。1983年，东风4C型柴油机车的研制工作被列入1984年铁路科技发展计划，以及铁道部“七五”规划五十个重点项目之一。1982年至1983年，大连机车车辆厂与英国里卡多公司展开技术合作，采用里卡多公司提供的评价数据和改进建议，对16V240ZJB型柴油机进行改良设计。作为第一期技术合作成果的首台16V240ZJC型柴油机于1984年9月完成试制，并于1985年9月通过热工性能试验、扭振试验和UIC 100小时性能试验。

### 试验过程
1985年9月，首台装用16V240ZJC型柴油机的东风4C型4001号机车由大连机车车辆厂研制成功。与东风4B型机车相比，东风4C型机车除了柴油机最大运用功率由3300马力（2425千瓦）提高到3600马力（2645千瓦），还采用了TQFR-3000B型同步发电机和ZQDR-410C型牵引电动机。此外，东风4C型机车的总体布置和电气控制方面也作了较大的改进，例如缩小了冷却间的长度并减少了散热器单节数量，第二司机室与冷却室之间增设了一个隔音间，降低该司机室的噪声以改善乘务员的工作环境，管路系统采用新型连接接头，而电气方面加装了双机重联、电阻制动、电子恒功励磁等装置。设计中还充分考虑到与东风4B型机车的通用性，凡能运用和检修东风4B型机车的机务段均能同样方便地使用东风4C型机车。1985年10月，东风4C型4001号机车配属沈阳铁路局赤峰机务段，在运用条件较恶劣、线路坡度大、弯道隧道多的京通铁路赤峰至隆化区段投入运用考核。1986年11月，大连机车车辆厂又试制了东风4C型4002号机车，于1987年1月配属赤峰机务段投入运用。1987年12月，经过改进的东风4C型4003号机车出厂并配属赤峰机务段，该机车采用了ZQDR-410C型牵引电动机和VTC254-13型增压器（东风4C型4001号、4002号机车出厂时仍采用ZQDR-410型牵引电动机），以及提升散热能力的铜管带式散热器；同时，有别于4001、4002号机车延续了东风4B型机车整车圆弧过渡的外观设计，从东风4C型4003号机车开始采用经重新设计的外形，车体结构变得更为棱角分明，并且加大了司机室前窗玻璃。
1986年，根据铁道部产品质量监督检验中心发出的《关于东风4C型内燃机车运用考核试验有关问题的通知》，确定了东风4C型4001号和4005号两台机车作为线路运用考核机车，在赤峰机务段进行东风4C型机车的15万公里运用考核。4001号的线路运用考核于1986年6月至1989年8月间进行，期间由于更换增压器和运用保养等原因使机车停运了一年之久，运用考核期间机车走行193,815公里，完成运量56,834万吨·公里，消耗燃油1,442,617公斤，万吨公里平均油耗为25.383公斤，发生机破一件、临修40件。4005号的线路运用考核于1988年5月至1989年11月间进行，运用考核期间机车走行159,464公里，期间未发生机破，发生临修15件。由于4001号和4005号机车的运用考核时间过长，其间又更换过增压器和牵引电动机等主要部件，铁道部于1989年决定另外选取东风4C型4007号和4008号两台机车作为运用考核机车。4007号机车的线路运用考核于1989年9月至1991年2月间进行，期间机车走行175,289公里，发生机破3件、临修4件。4008号机车的线路运用考核于1989年12月至1991年3月间进行，期间机车走行164,387公里，发生机破3件、临修8件。该四台机车在完成运用考核试验之后，均在赤峰机务段内对机车主要部件进行拆检和测量工作，检测结果证明柴油机和其他主要部件状态仍然良好。运用考核试验结果显示，在相同区段牵引相同重量的列车，东风4C型机车比东风4型机车平均运行速度提高了约10%，万吨公里耗油量较东风4B型机车降低了7.5%，而在东风4B型机车上存在的某些惯性质量问题也得到解决。
1988年7月31日至12月22日，由铁道部产品质量监督检验中心组织和监督，铁道科学研究院机车车辆研究所具体负责，对东风4C型4005号机车进行了牵引热工部级鉴定试验。试验分两个阶段进行，第一阶段试验为机车冷却性能定置试验，于7月31日至8月10日在广州铁路局长沙机务段进行，试验结果显示机车冷却性能良好，同时还进行了主发电机温升试验、柴油发电机组性能试验、柴油机空转油耗性能试验、调速器及电压调整器性能试验；第二阶段试验主要为牵引热工性能试验，于11月8日至12月22日在中国铁道科学研究院北京环行铁道试验基地进行，试验内容包括机车牵引性能试验、机车最大起动牵引力试验、机车粘着性能试验、牵引电动机温升试验、牵引电动机电流分配及磁场削弱试验、机车起动加速性能试验、单机制动距离测试、以及机车秤重和机车噪声测定。1989年5月至6月，16V240ZJC型柴油机完成了按UIC标准进行的100小时、360小时台架耐久性试验。1990年12月，为考核东风4C型机车的电阻制动系统性能，铁道部科技司在沈阳铁路局管内的营口铁路大石桥至营口间，对新造的东风4C型4018号机车进行了电阻制动性能部级鉴定试验，在一系列地面静止试验及线路运行试验期间，机车电阻制动系统工作正常，电阻制动性能亦达到了设计要求。1991年7月，东风4C型机车通过铁道部部级鉴定，并于同年获国家科技进步二等奖。

### 生产运用
| 机车编号              | 制造厂         | 生产年份      |
| --------------------- | -------------- | ------------- |
| 4001～4465            | 大连机车车辆厂 | 1985年—1998年 |
| 5001～5273 5276～5335 | 资阳内燃机车厂 | 1996年—1999年 |
| 0001～0040            | 大同机车厂     | 1995年—1998年 |
| 2001～2006            | 四方机车车辆厂 | 1998年        |
| 4466                  | 四方机车车辆厂 | 1998年        |
| 5274、5275 （DF4CK）  | 资阳内燃机车厂 | 1999年        |

1990年，大连机车车辆厂开始批量生产东风4C型货运机车，其车辆编号按东风4系列编制。1995年起，根据中国铁路机车车辆工业总公司统一安排，大连机车车辆厂将东风4C型机车的图纸先后转让给资阳内燃机车厂、大同机车厂和青岛四方机车车辆厂。截至1999年停产，四家工厂共生产了845台东风4C型货运机车。其中，大连机车车辆厂在1985年至1998年间累计制造465台（4001～4465）；资阳内燃机车厂于1996年至1999年间累计生产333台（5004～5273、5276～5335）；大同机车厂于1997年至1998年间累计制造了40台（0001～0040）；青岛四方机车车辆厂于1998年生产了6台（车号2001～2006）。
目前或曾经配属该型机车的局段包括沈阳铁路局赤峰机务段、锦州机务段、苏家屯机务段、梅河口机务段、吉林机务段、阜新机务段、白城机务段，哈尔滨铁路局哈尔滨机务段、齐齐哈尔机务段、南岔机务段、佳木斯机务段，济南铁路局济南西机务段、淄博机务段、临沂机务段、青岛机务段、兖州机务段，北京铁路局丰台机务段、北京机务段、怀柔北机务段、张家口机务段，呼和浩特铁路局包头西机务段、集宁机务段，乌鲁木齐铁路局乌鲁木齐机务段、库尔勒机务段，上海铁路局合肥机务段、阜阳机务段，武汉铁路局武昌南机务段、漯阜铁路机辆段，南宁铁路局南宁机务段，南昌铁路局向塘机务段，广州铁路集团广州机务段、龙川机务段，昆明铁路局昆明机务段。
在东风4C型机车家族中，除了资阳内燃机车于1999年试制的两台东风4CK型柴油机车（东风4C型5274、5275号）之外，还有一辆与众不同的东风4C型4466号机车。该车由青岛四方机车车辆厂于1998年生产，目前为该厂自备机车用于厂内调车作业，采用轮对空心轴六连杆传动、低位牵引拉杆、单元式基础制动装置、整体轮对。机车除具备传统的重联控制功能，辅助电路亦可双机重联。亦有说法该车为径向转向架，但径向机构从外部观察不明显。四方厂一直未有公开关于此车的详细资料，推测为四方厂在东风4C型货运机车基础上，自行设计试制的准高速客运机车，可用于双机重联牵引快速旅客列车，最大运用速度为160公里/小时。

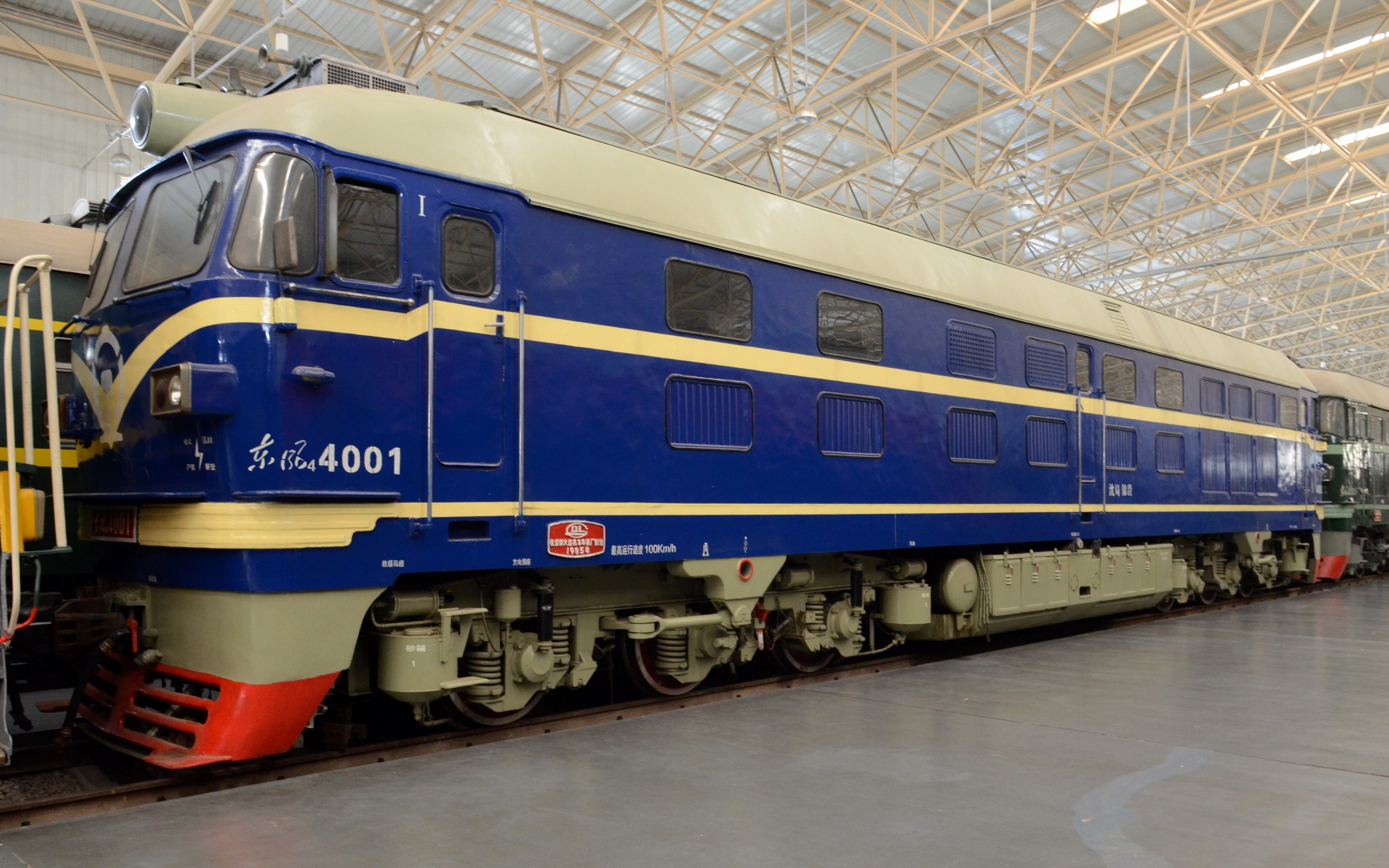
保存于中国铁道博物馆的东风4C型4001号机车
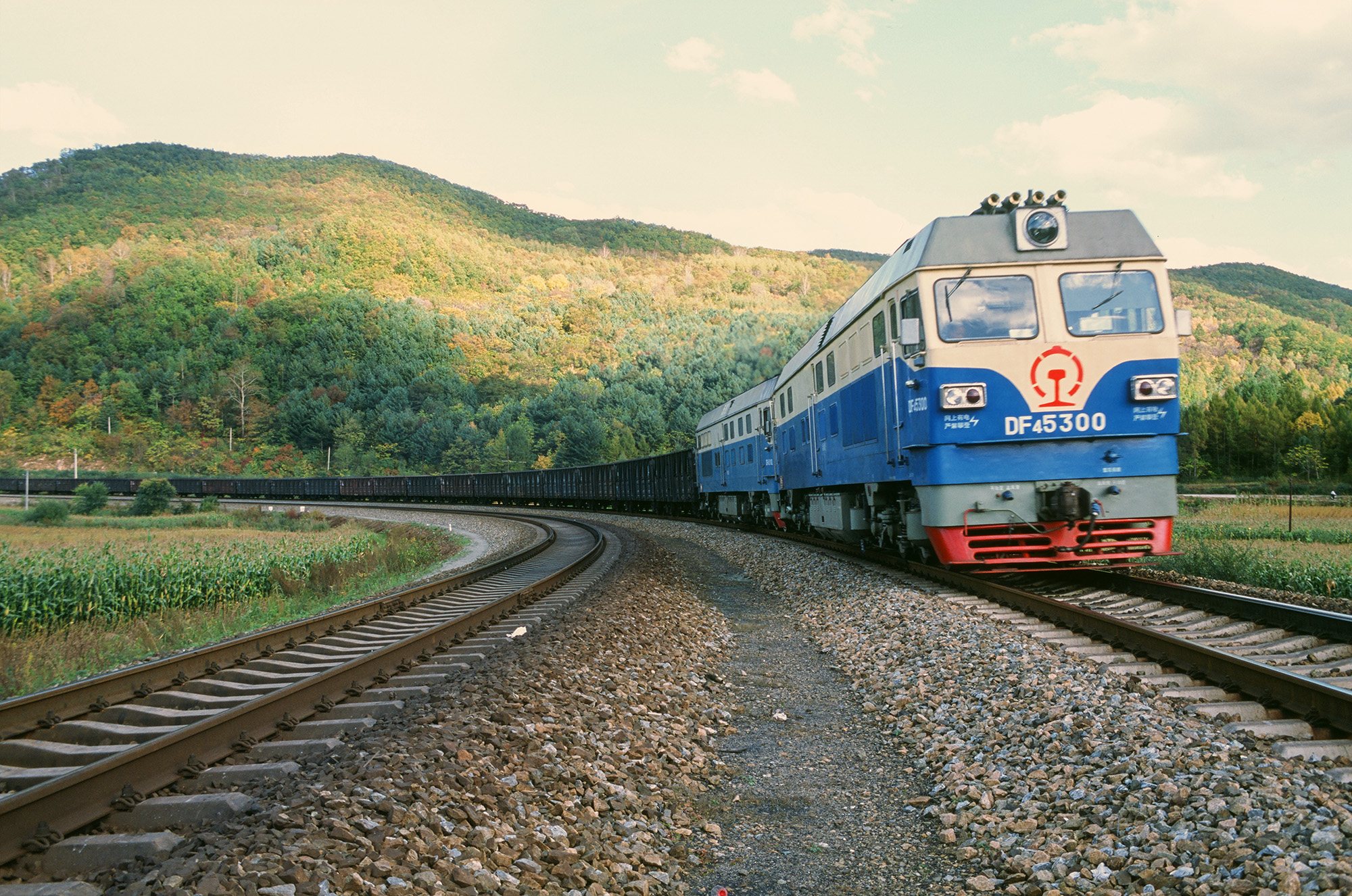
东风4C型机车重联牵引货物列车运行在绥佳铁路
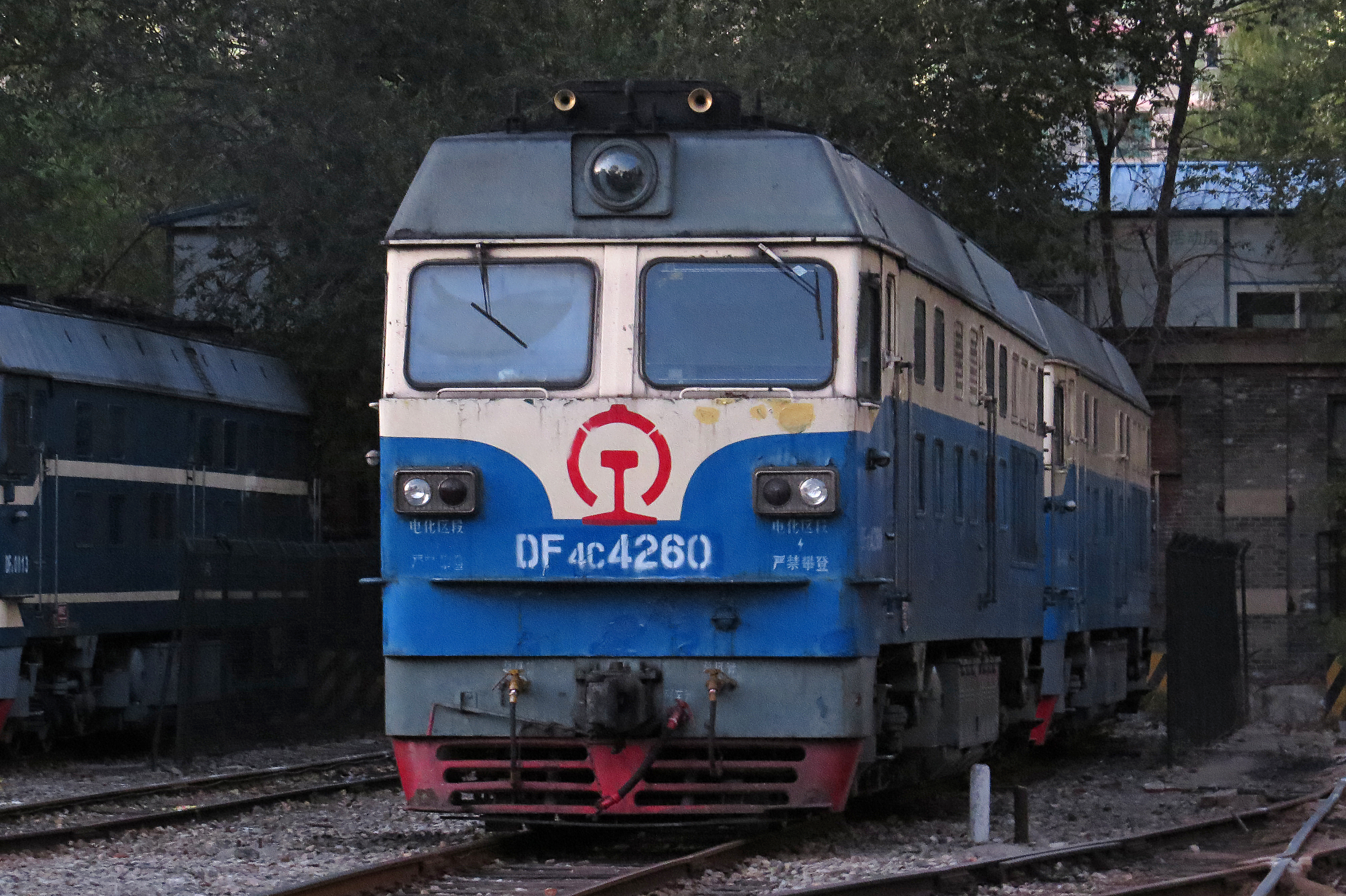
西直门折返段内的东风4C型4260号机车
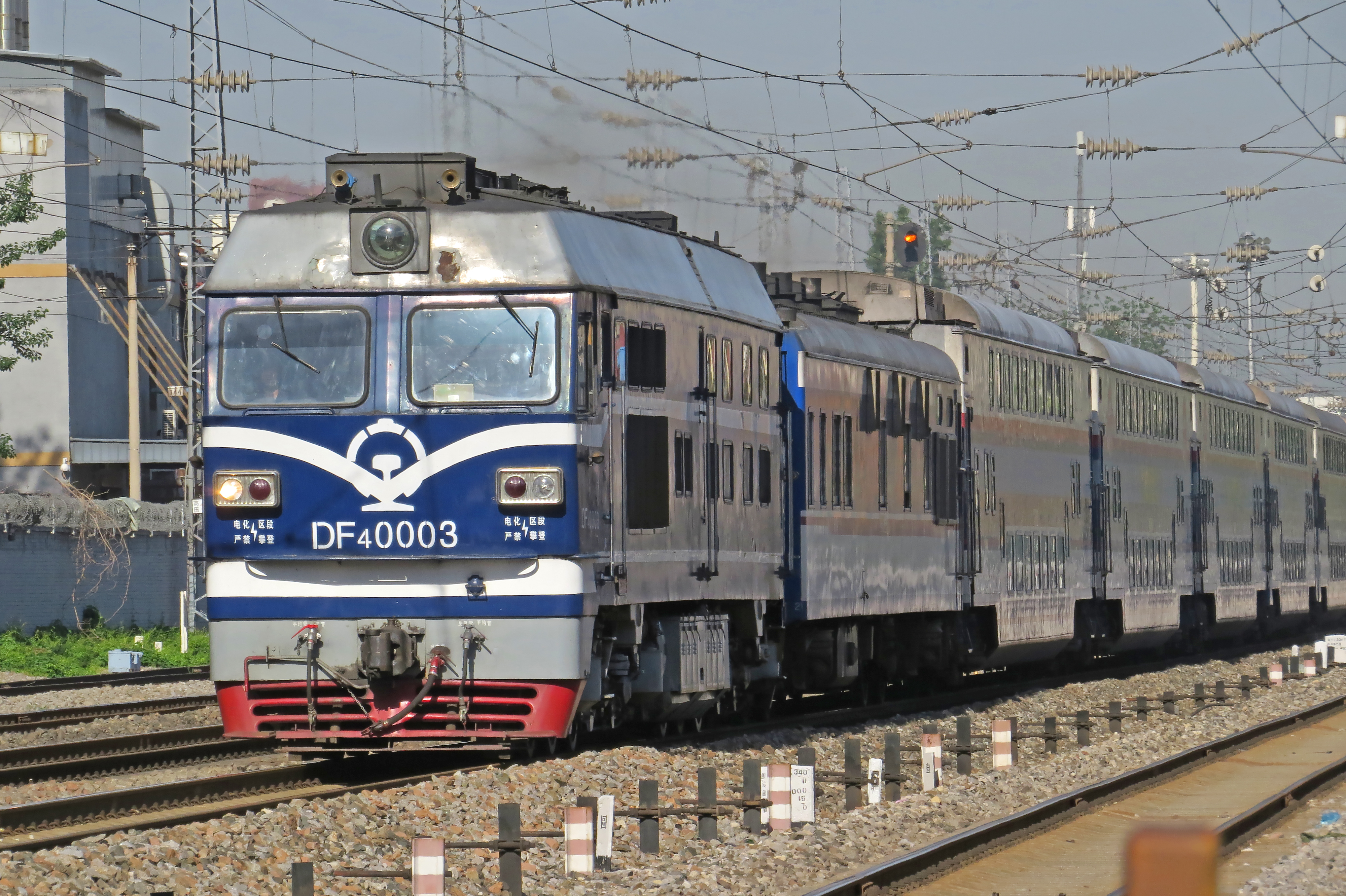
大同机车厂生产的东风4C型0003号机车
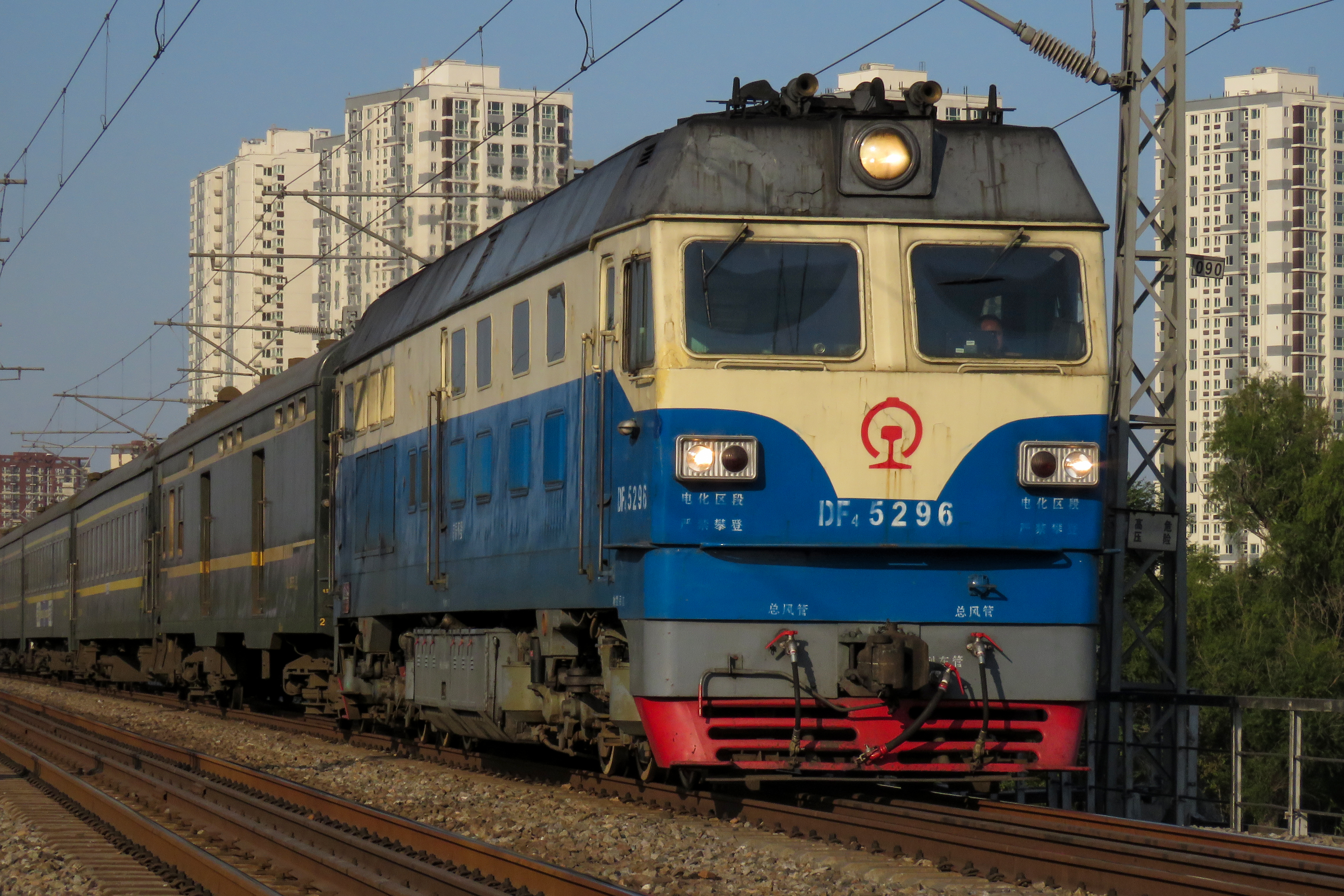
资阳内燃机车厂生产的东风4C型5296号机车
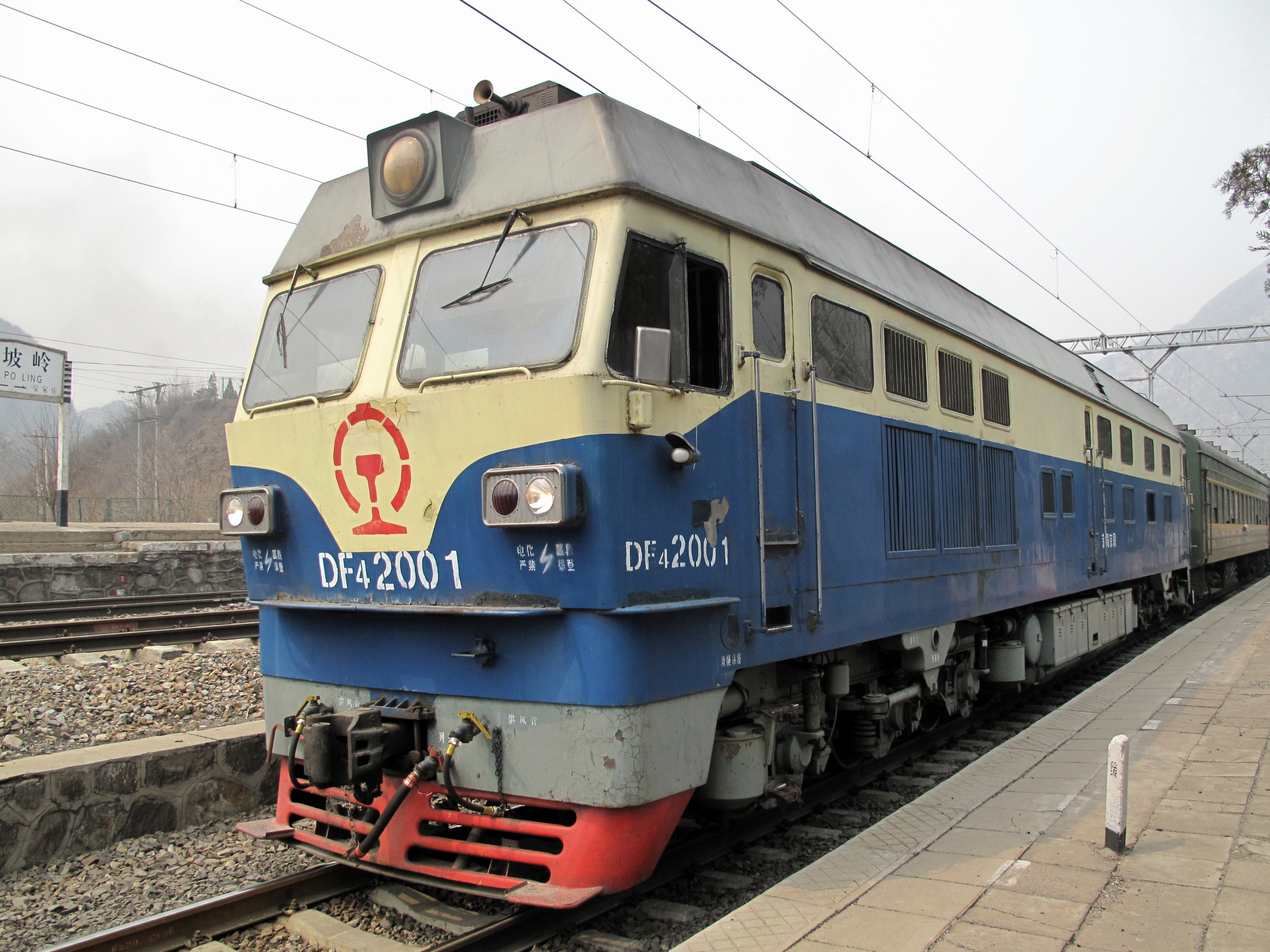
四方机车车辆厂制造的东风4C型2001号机车
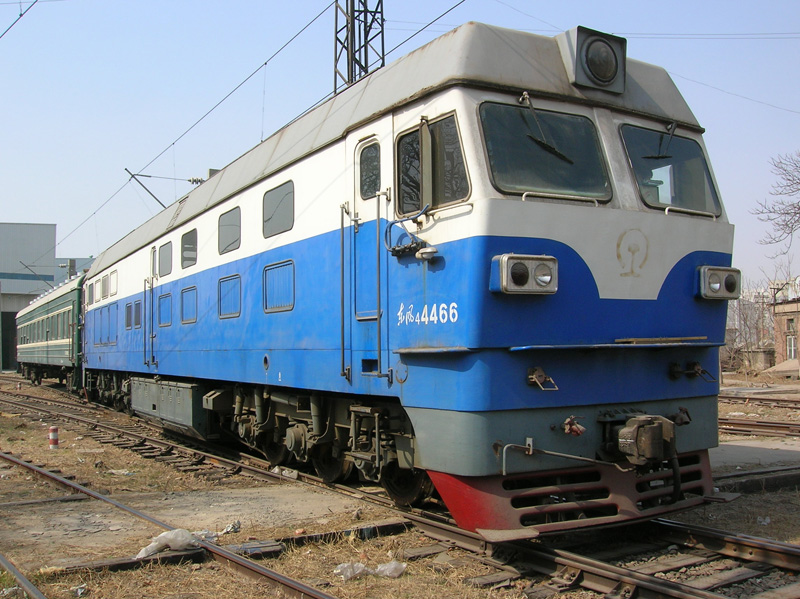
作为四方机车车辆厂自备车的东风4C型4466号机车

### 援助朝鲜
部分东风4C型机车经整修后援助朝鲜民主主义人民共和国。在朝鲜民主主义人民共和国铁路系统中，来自中国的东风4系列机车被定型为朝鲜铁道200型柴油机车，机车编号为내연2xx（“내연”意为“内燃”）。

## 衍生车型

### 东风4CK型
1999年，资阳内燃机车厂根据中国铁路客运提速的发展方向，与乌鲁木齐铁路局北疆铁路公司合作，在东风4C型货运机车的基础上改进设计，自行研制了用于准高速干线客运的东风4CK型柴油机车。东风4CK型柴油机车的设计目的是满足次级干线提速旅客列车的牵引需要，既可以单机用于牵引小编组的城际快速列车，或双机重联牵引大编组的快速旅客列车，运行速度达到140～160公里/小时。该型机车的主要特点为采用了A1A-A1A轴式，每台转向架前后两根车轴为动力轮对，中间车轴为从动轮对。牵引电动机采用架悬式全悬挂的轮对空心轴驱动装置，以及中部低位单拉杆牵引装置、抗蛇行减振器、单侧单元式基础制动装置等技术。机车装用一台与东风4C型货运机车相同的16V240ZJC型柴油机，装车功率为3600马力（2650千瓦）。传动系统采用与东风4D型机车相同的TQFR-3000E型同步牵引发电机，以及与东风11型机车相同的ZD106型直流牵引电动机。车体外观设计参考了东风11型机车。机车标称功率为2940马力（2165千瓦），轴重21吨，最高速度为160公里/小时，恒功率速度范围为70～160公里/小时，最大起动牵引力为167千牛，持续牵引力为106千牛。
资阳内燃机车厂原计划将该型客运机车命名为东风4CK型柴油机车，但中国铁道部没有批准定型申请，亦从来没有采购该型机车的计划。因此，两台东风4CK型机车原型车的车辆编号，只能按东风4C型货运机车系列的编制，称之为东风4C型5274、5275号机车。2000年上半年，两台机车先后在环行铁道试验基地、京承铁路、京秦铁路进行性能试验，最高试验速度达176公里/小时。试验完毕后两台机车均被出售予三茂铁路公司，配属三水机务段并投入三茂铁路、广三铁路运用。

### 东风4D型
1996年9月，中国铁道部决定自1997年4月1日起实施中国铁路第一次大提速，根据“繁忙干线上旅客列车最高时速140公里/小时”的规定，指示大连机车车辆厂立即开发研制用于提速客运的东风4D型柴油机车。东风4D型柴油机车是在东风4C型柴油机车的基础上，设计开发的交—直流电传动干线客运机车。机车装用一台由大连机车车辆厂与英国里卡多公司合作研制的16V240ZJD型柴油机，标定功率为4400马力（3240千瓦），装车功率为4000马力（2940千瓦）。传动系统采用TQFR-3000E型同步牵引发电机和ZD109B型直流牵引电动机，牵引电动机采用与东风10F型机车相同的滚动轴承抱轴箱的轴悬式半悬挂驱动装置。按机车牵引1100吨的20节大编组旅客列车计算，在平直线路运行的最高平衡速度可以达到132公里/小时，最高速度为145公里/小时 。大连机车车辆厂从1997年开始批量生产东风4D型提速客运机车，到2003年停产为止累计生产了575台，成为中国铁路第一、二、三次大提速的主型客运机车之一。

## 技术特点

### 总体布置

#### 基本结构

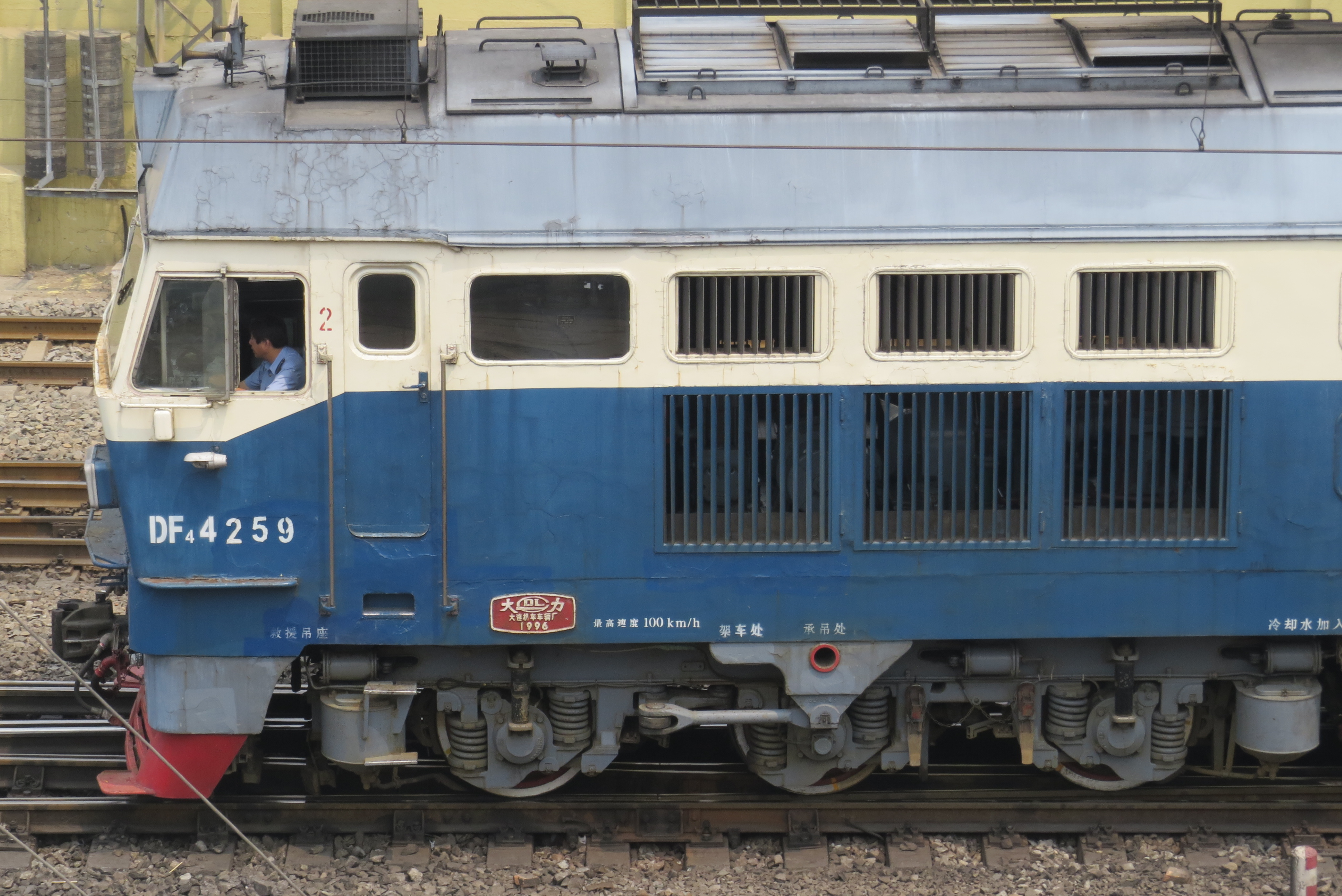
东风4C型机车的第二司机室、辅助室、冷却室部分的车体外观

东风4C型柴油机车是在东风4B型机车基础上研制的干线货运用的六轴柴油机车，主要零部件与东风4B型机车具有良好的通用互换性。机车标称功率为2,940马力（2,165千瓦），构造速度为100公里/小时，运转整备重量为138吨，轴重为23吨。机车采用双司机室、内走廊式、全钢焊接结构的框架式侧墙承载车体。两端设有同等功能的司机室，可双向操纵机车。车体由左右侧壁、底架、车顶、司机室等部分焊接在一起。早期生产的4001号、4002号机车沿用了用与东风4B型机车相同的车体外形，司机室采用圆弧过渡的外形设计；从1987年生产的4003号机车开始采用棱角分明的司机室结构和外形，并且加大了司机室前窗玻璃。车体底架长度为20,500毫米，车钩中心线间距为21,100毫米，车体宽度为3,309毫米，车体高度为4,755毫米。车体底架两端装有13号下作用车钩、牵引缓冲装置和排障器。车体底架下部两台转向架之间吊挂着一个容量为9,000升的燃油箱，燃油箱左右两侧设有铅酸蓄电池组，燃油箱前后两端各有一个总风缸。

#### 设备布置
机车从前到后分别为第一司机室、电气室、动力室、冷却室、辅助室、第二司机室六个部分，其中电气室 、动力室和冷却室顶部均设计成活动顶盖，以便拆装车内部件。与东风4B型机车相比，东风4C型机车缩短了冷却室的长度，并减少了散热器单节数量，以便在第二司机室与冷却室之间增设辅助室，有效降低了第二司机室的噪声。
在司机室内机车运行方向的左侧，设有包含主控制器、换向手柄、操纵按钮、仪表、信号显示装置、空气制动机的自动制动阀和单独制动阀等设备的司机操纵台，右侧设有副司机座席及工具箱；司机室后部设有手制动装置手柄。电气室内设有电气控制柜、主硅整流柜、励磁整流柜和电阻制动柜等电气设备，由启动变速箱驱动的励磁机、起动发电机、测速发电机、前转向架牵引电动机通风机等辅助设备布置在电气室后部地板上，励磁整流柜、励磁调节器等设备布置在电气室后端隔墙上。动力室位于车体中部，安装了一套柴油发电机组，机组通过八个橡胶弹性支座固定在车体底架上；动力室内还装有燃油输送泵、燃油滤清器、启动机油泵、机油热交换器、机油滤清器、膨胀水箱、预热锅炉等辅助设备。动力室左右两侧侧壁上各设有两个柴油机进气口，柴油机进气空气滤清器采用三级空气滤清系统，第一级为波纹状滤网，第二级为离心式旋风惯性过滤器，第三级为纸质滤芯过滤器。车体侧面上部还装有两台通风机将车内热风排出车外。为了方便对动力装置的检修，机车除了在司机室设有侧门外，在动力室的两侧也设有一对侧门。
冷却室设有冷却水系统和散热装置，冷却室顶部装有V形结构的扁管肋片式铜散热器，以及两个直径为1,600毫米的轴流式冷却风扇，冷却风扇由静液压马达传动。与东风4B型机车相比，东风4C型机车的铜散热器单节数量由前者的56组减至44组，并改善了机油系统管道布置，从而使机车的重量分配更趋合理。机车设有两套独立的循环冷却水系统，分别为冷却柴油机的高温冷却水系统（16个散热器单节），以及冷却增压空气、机油、静液压传动油的低温冷却水系统（28个散热器单节）。冷却室下方设有静液压变速箱、后转向架牵引电动机通风机、空气压缩机等。冷却室左右两侧侧壁均设有六个通风百叶窗口。辅助室内设有预热锅炉、空气系统风源净化装置等设备。机车制动系统使用JZ-7型空气制动机，可以单独制动机车或同时制动机车和列车。

### 柴油机
东风4C型柴油机车装用一台16气缸、四冲程、V型结构、直接喷射、开式燃烧室、废气涡轮增压、增压空气中间冷却的16V240ZJC型中速柴油机。与16V240ZJB型柴油机相比，16V240ZJC型柴油机安装了经改进的曲轴、连杆、气缸套、机油泵、水泵等部件，通过将平均有效压力提高到1.775兆帕，使其标定功率由3,600马力（2,650千瓦）提高到4,000马力（2,940千瓦），装车功率由3,300马力（2,430千瓦）提高到3,600马力（2,650千瓦）。为了改善主轴瓦的工作条件，对曲柄臂嵌装了锻制的平衡重块，使平衡块占平衡回转质量的比值达到89.2％。其他改进措施还包括采用加硼合金铸铁气缸套，取消气缸套螺旋筋，并增加气缸壁厚度以提高强度；简化调控传动装置，由凸轮轴通过弹性联轴节直接驱动；改良配气齿轮中双联齿轮和轴承结构；采用新型机油泵和高效水泵等。
柴油机采用铸焊组合结构（大连厂）或整体铸造（资阳厂、四方厂）的六面体式机体，由整体铸钢悬挂式主轴承座和钢板件组焊而成，并采用内外纵分隔的箱形结构和半隧道式的拱形曲轴箱。曲轴采用合金球铁铸造（大连厂）或合金钢锻压（资阳厂、四方厂）。为改善柴油机轴系的动力性能，采用了簧片式弹性联轴节（大连厂）或盖斯林格联轴节（四方厂）。气缸内径为240毫米，活塞行程为275毫米，左右两列气缸中心线间夹角为50°，额定转速为每分钟1,000转，最低空载转速为每分钟430转，标定工况下的平均有效压力为1.775兆帕（每平方厘米18.1公斤），UIC标定功率为4,000马力（2,940千瓦），装车运用功率为3,600马力（2,650千瓦），额定满功率运转时的燃油消耗量为157克/有效马力·小时（214克/有效千瓦·小时）。16V240ZJC型柴油机使用C3型联合调节器，柴油机根据司机控制器发出的指令，通过控制联合调节器配速机构上的步进电机，实现对柴油机的无级调速控制。柴油机由ZQF-80型起动发电机起动，其电源由蓄电池供给。柴油机完成起动后，启动发电机由直流串励电动机变为直流他励发电机，并通过电压调整器输出110伏特直流电，作为辅助发电机使用，用来给蓄电池充电并和向辅助电路及控制电路供电。
气缸V形夹角上方设有主机油道、进气稳压箱、进排气支管、排气总管等装置，两套涡轮增压器及中冷器组对称安装在柴油机两端的上方，左右两侧气缸排出的废气通过{tsl|en|Exhaust manifold|排气歧管|排气支管}}和总管，分别进入两台涡轮增压器推动涡轮后排出，而新鲜空气由安装在车体上的空气滤清器吸入，经增压器增压后流经中冷器进行冷却，然后通过进气稳压箱和进气支管进入各个气缸。在研制东风4C型机车的时候，由于尚无新型增压器可供使用，首两台机车出厂时仍沿用东风4B型机车之增压器，4001号机车最初装用天津机车车辆机械厂生产的45GP802-1A型增压器，4002号机车最初装用大连内燃机车研究所研制的45GP1301B型增压器，试验过程中发现增压器与柴油机匹配不良、喘振及漏油问题严重 , 因此从4003号机车起改为使用江津增压器引进瑞士勃朗-包维利公司（BBC）专利生产的VTC254-13型增压器，或天津机车车辆机械厂仿制的ZN290型增压器，而4001、4002号机车亦于1989年完成换装VTC254-13型增压器。

### 传动系统
东风4C型柴油机车采用交—直流电传动装置，柴油机直接驱动一台交流同步发电机发出三相交流电，经由硅二极管组成的三相桥式整流装置整流为直流电后，输送给六台并联连接的直流牵引电动机，通过传动齿轮驱动轮对。东风4C型和东风4B型机车在电力传动装置方面的主要区别，是东风4C型机车采用了TQFR-3000B型同步发电机和ZQDR-410C型牵引电动机，取代了东风4B型机车所使用的TQFR-3000型同步发电机和ZQDR-410型牵引电动机，使牵引电动机恒功率最高电压从720伏特提高至770伏特，满足机车功率提升和恒功率速度范围扩大的需要。恒功率速度范围由东风4B型的21.6～73.1公里/小时，提高至东风4C型的23.7～90.6公里/小时。此外，东风4C型机车并增设了机车重联装置。

#### 牵引发电机
牵引发电机采用TQFR-3000B型三相交流同步发电机，额定容量为2,570千伏安，额定电压为386／606伏特，额定电流为3,940／2,444安培，额定转速为每分钟1,000转，定子及转子绝缘等级均为F级，冷却方式为径向自通风式，主发电机净重为5,100公斤。牵引发电机的励磁电流由一台GQL-45型三相感应子交流发电机供给（下述），励磁机由柴油机通过启动变速箱驱动，其发出的交流电经励磁整流器转换为直流电后，给发电机的转子励磁绕组励磁。

#### 整流装置
牵引发电机发出的三相交流电由硅整流装置转换成直流电，由风冷式硅二极管元件组成三相桥式全波整流电路。东风4C型机车使用与东风4B型机车相同的GTF-4800/770型硅整流装置，整流装置有六个串联的整流桥臂，每一桥臂有六个并联的ZP500-20型风冷平板式整流二极管（正向额定电流为500安培，反向峰值电压为2,400伏特），每台整流柜共有36个二极管元件。硅整流装置的最大直流输出电压为770伏特，额定直流输出电流为4,800安培。

#### 牵引电动机
东风4C型4001号及4002号机车出厂时，由于尚未有配套的ZQDR-410C型牵引电动机，只能暂时使用东风4B型机车的ZQDR-410型牵引电动机，但因为柴油机功率相较东风4B型机车有所提高，东风4C型机车上的ZQDR-410型牵引电动机功率裕量减少，导致频繁发生牵引电动机烧损和接地等故障。自东风4C型4003号机车起全部装用永济电机厂研制的ZQDR-410C型牵引电动机。ZQDR-410C型牵引电动机（国家标准型号为ZD109）为四极串励直流电动机，额定功率为480千瓦，额定电压为645伏特，额定电流为800安培，额定转速为每分钟754转，定子及电枢绝缘等级均为H级，冷却方式为强迫通风。为扩大机车的恒功率速度范围，可以在牵引电动机励磁绕组接入并联分流电阻，对牵引电动机使用二级磁场削弱，磁场削弱率分别为60%和43%（最初为58%和42%）。

#### 电阻制动装置
东风4C型机车设有具备自负荷试验功能的电阻制动，在电阻制动工况时牵引电动机变为他励直流发电机工作，其激磁绕组全部串联由牵引发电机经硅整流柜供电，发出的电流输入到车上两个电阻制动柜，将电能通过电阻器转化为热能消耗掉；受制动电阻通风冷却条件的限制，最大制动电流限制为620安培，制动功率为2492千瓦。在早期试制的东风4C型机车当中，4001号及4002号机车安装了大连厂研制的电阻制动装置，4003号～4007号机车出厂时未安装电阻制动装置，4008号及其以后的机车均安装了西安信号工厂及株洲电力机车研究所研制的电阻制动装置，但4008号～4015号机车无自负荷试验开关。

### 控制系统
东风4C型机车的控制系统采用由大连机车车辆厂研制的LTQ-II型励磁调节器，同时还保留了由以往东风4B型机车沿用下来、由联合调节器油马达驱动功调电阻的励磁调节装置，两者进行牵引工况时的恒功率控制，弥补了联合调节器功调电阻励磁系统反应时间长、动态性能差、在柴油机转速每分钟430～700转以内不能进行恒功调节之缺陷，使柴油机在每分钟430～1000转范围内保持恒功率调节，并可自动控制机车起动电流增长率和恒制动功率。当功调电阻励磁调节装置发生故障时，微机控制的励磁调节器仍然可以独立运作。此外，励磁调节器还负责电阻制动工况的恒流控制。
功调电阻励磁调节装置采用由联合调节器伺服油压马达带动变阻器的方式。牵引发电机的励磁电流是由励磁机发出的交流电经励磁整流柜整流后供给，而励磁机的励磁电流则是由柴油机经启动变速箱驱动的测速发电机供电。测速发电机的励磁电流由110伏辅助电源提供，并经过功率调节电阻和励磁调节器控制。功率调节电阻的滑动触点由联合调节器上的功率伺服油压马达带动，它根据柴油机工作状况（欠载或过载）自动地调节可变电阻器的阻值，从而改变测速发电机的励磁电流，并经测速发电机和励磁机二级放大后，间接地改变了牵引发电机的输出功率。 
微机控制的LTQ-II型励磁调节器是以英特尔MSC-51单片机为核心，由逆变插件、斩波插件、电源插件、扩展插件、控制插件、调整插件组成。在牵引工况时，该系统接收从传感器发送的各种反馈信号，包括柴油机转速、发电机输出电压、发电机输出电流和机车速度信号，由中央处理器将发电机电压、电流、功率的信号电压，与对应于某个柴油机转速下的预设基准电压进行比较，经过比例积分运算后输出一组数字信号，再经由数字—模拟转换芯片将之转换成模拟信号电压，由PWM脉宽调制器来控制测速发电机之励磁电流。在电阻制动工况时，亦可由励磁调节器控制牵引电动机的励磁电流和制动电流，其电路原理和牵引状态下相似，只是反馈信号、给定信号和控制对象不同。

### 转向架

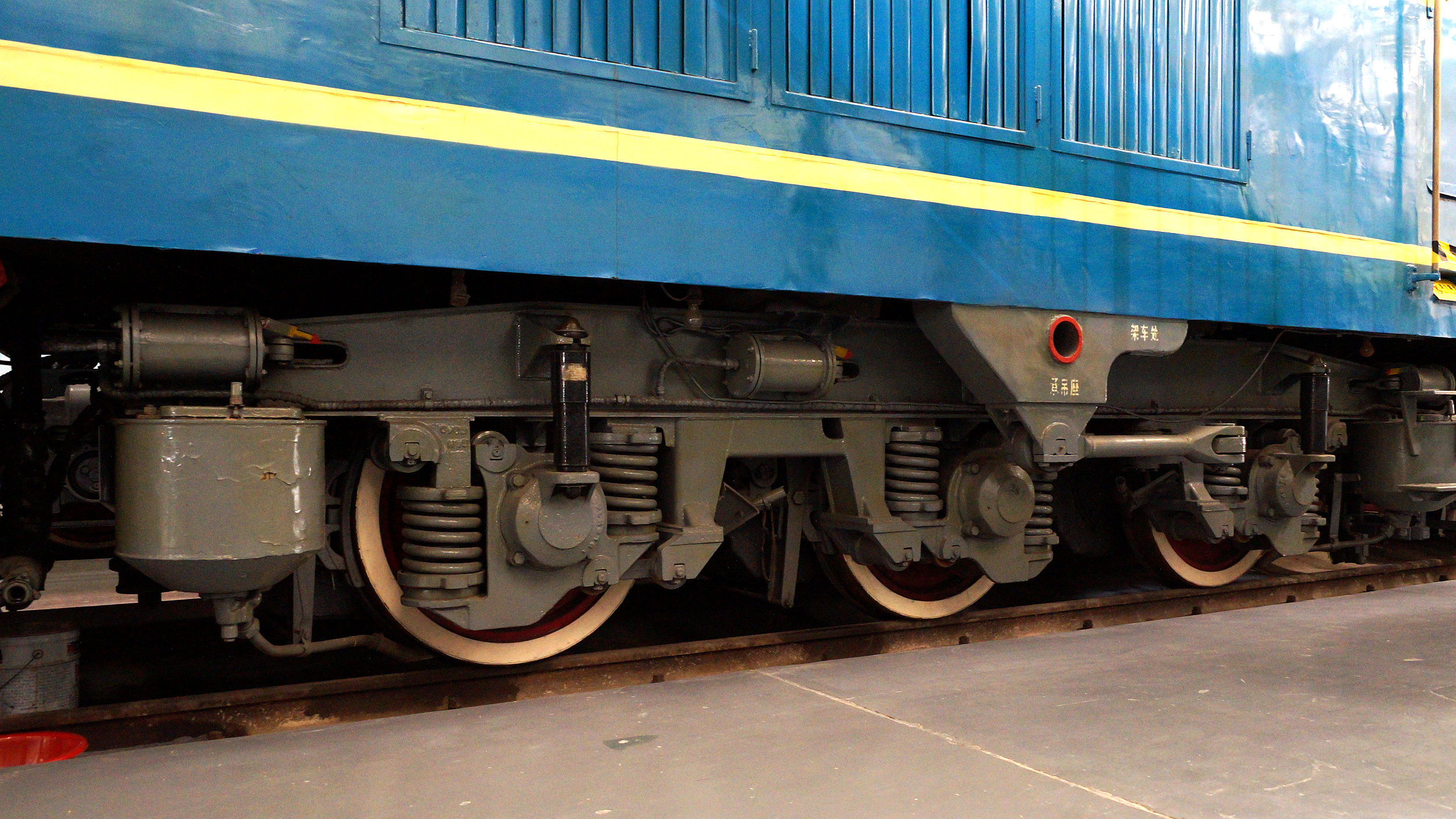
东风4C型机车的三轴转向架

机车走行部为两台可互换的无导框式三轴转向架，其结构与东风4B型机车相同。转向架采用钢板组焊成封闭式箱形结构的“目”字形构架，由箱形截面的两根侧梁、两根横梁、前后端梁组焊而成，并分别焊有旁承座、拉杆座、外侧弹簧座、牵引拐臂座、电机吊杆座、水平杠杆座、横向止挡、制动座、制动缸座及砂箱座等。轮对轴箱采用滚柱轴承和拉杆式弹性定位装置，轴箱通过装有橡胶关节元件的上、下轴箱拉杆与构架相连接，实现轴箱相对于构架的横向和纵向定位。转向架采用四点支承弹性油浴式平面摩擦旁承装置，车体全部重量通过八个旁承由两台转向架支承，有利于抑制转向架在直线运行时的蛇行运动。
弹簧悬挂装置分为一系和二系悬挂两部分。一系悬挂采用独立悬挂形式，包括轴箱与构架之间的轴箱圆弹簧、用于衰减吸收来自轨道高频振动的橡胶垫，以及在1、3、4、6轴装有并列的垂向液压减震器。二系悬挂为转向架构架与车体之间的旁承橡胶堆。一系及二系悬挂静挠度分别为121毫米和16毫米。牵引力和制动力通过低位平行四杆牵引杆机构传递，牵引点至轨面距离725毫米，有利于提高机车粘着利用率。
牵引电动机采用单侧齿轮传动的轴悬式驱动方式（滑动抱轴承式半悬挂），即牵引电动机的一侧通过抱轴瓦（滑动轴承）刚性地支承在车轴上，另一侧通过弹性元件（橡胶垫）和吊杆悬挂在转向架构架上。全部牵引电动机采用顺置排列方式，即牵引电动机都放在车轴的同一侧，以减少轴重转移的幅度。牵引齿轮传动比为4.5（63：14）。基础制动装置采用带闸瓦间隙自动调节器、铸铁闸瓦的单侧单闸瓦杠杆制动，每个车轮各有一套制动装置，当机车施行制动时，制动缸从空气制动机获得压缩空气，并通过杠杆机构使闸瓦抱轮产生制动作用。停放制动为手制动装置。

## 重大事故
- 1992年10月11日凌晨2时55分，沈阳铁路局梅河口机务段的东风4C型4031号、4045号机车，重联牵引一列货物列车经由沈吉铁路运行，至接近石门岭站准备停车会让由天津站开往吉林站的285次旅客列车时，由于列车其中一个折角塞门被人关闭，列车制动失效。为避免列车相撞，货物列车进入石门岭的安全线后脱轨颠覆。事故造成机车乘务员4人死亡，中断行车10小时25分，两台机车报废[12]。
- 1997年8月28日凌晨，沈阳铁路局长春机务段的东风4B型内燃机车牵引哈尔滨站到徐州站的472次旅客列车运行至京哈铁路大屯站至范家屯站间K674+789m处时，与东风4C型7465号机车牵引的3312次货物列车发生追尾冲突，事故造成3312次货物列车机后36-44位货车脱轨，东风4B型内燃机车及机后2位宿营车脱轨，导致4人死亡，其中472次旅客列车的旅客2人，472次旅客列车的司机2人，472次旅客列车的9名旅客受伤，东风4B型内燃机车中破1台，旅客列车报废2辆，中破1辆，货物列车报废7辆，中断行车11小时50分钟，事后调查表明，3312次货物列车的两名司机在驾驶途中打瞌睡，导致货物列车在上坡道因无人操作而向后溜逸，而且为了不被打扰，还擅自关闭了机车上安装的列车运行监控装置，直接导致列车的运行异常状况无法及时被上级部门获知，错过了避免事故发生的最佳时机，而后3312次货物列车与随后而来的472次旅客列车发生相撞，造成重大铁路事故。经法院审理，3312次货物列车的主司机被处以开除路籍并移交铁路司法机关追究刑事责任，3312次货物列车的副司机被处以开除路籍、留路察看2年的处分，作为事故的领导责任人，长春机务段段长和党委书记皆被处以行政撤职处分，长春机务段另有分管行车安全的副段长、车队长、指导司机等数人被处以从行政记过到行政撤职不等的处分，长春机务段全体干部职工扣发当年的安全奖金。[13][14]
- 2003年3月9日上午6时许，沈阳铁路局吉林机务段的东风4C型4119号机车，牵引一列由吉林开往梅河口的货物列车，经由沈吉铁路运行至吉林市永吉县境内的双河镇站以东的无人看守平交道口时，与一辆加长大货车相撞。事故造成机车大破、两名机车乘务员重伤，大货车内五名乘客2死3重伤。机车后来在吉林机务段完成修复，恢复运行。
- 2012年1月23日下午12时43分，沈阳铁路局锦州机务段的东风4C型4070号机车牵引45261次货物列车，抵达沈阳铁路局通让铁路管内太平川站担当调车作业，以20公里/小时的速度推送一辆棚车至车站南头岔区时，由于太平川站调车组人员精神疏忽，推进车辆冒进关闭的D8号调车信号机。与下行正在进站的83651次煤炭列车发生侧面冲突，造成推进车辆脱轨，担当83651次列车本务机车的锦州机务段东风4C型4075号被撞毁，司机室严重受损。83651次机车乘务员（隶属白城机务段白城运用车间）受重伤后抢救无效死亡，构成铁路交通一般B类事故[15]。
- 2012年2月21日下午，上海铁路局合肥机务段阜阳运用车间的东风4C型5155号机车，计划担当41091次货物列车牵引任务。下午2时44分在辅修库整备线接车，开始进行整备作业。下午3时03分，学习司机在动力室内进行电器动作试验。下午3时06分，司机一人在Ⅱ端司机室起机。下午3时07分，学习司机在启机状态下做柴油机升降速电器动作试验，此时，司机在Ⅱ端司机室缓解机车自阀，准备做制动机试验时，机车发生移动并与前方停留的ND5型0332号机车相撞，构成调车冲突一般D1类事故。ND5型0332机车因大梁严重变形而报废。
- 2014年6月6日下午18时许，沈阳铁路局吉林机务段的东风4C型5146号机车，牵引一列苏家屯周边小运转货物列车，在京哈铁路虎石台站进站时，司机使用电阻制动调速，机车主电路出现接地，机车乘务员在未判明故障的情况下，未及时检查处理故障将机车DJ和LJ继电器盲目解锁之后继续运行。随后机车发生火灾，乘务员无人受伤，事故后东风4C型5146号机车报废。

## 机车命名
| 机车编号  | 机车命名         | 所属铁路局或运用单位 | 所属机务段   | 状态（截至2020年8月） |
| --------- | ---------------- | -------------------- | ------------ | --------------------- |
| DF4C-0011 | 青年文明号       | 北京铁路局           | 丰台机务段   | 运用中                |
| DF4C-0020 | 青年文明号       | 北京铁路局           | 丰台机务段   | 已摘牌，运用中        |
| DF4C-2001 | 先锋号           | 北京铁路局           | 怀柔北机务段 | 已摘牌，运用中        |
| DF4C-4026 | 先行号           | 沈阳铁路局           | 通辽机务段   | 已摘牌，已封存        |
| DF4C-4054 | 青年号           | 沈阳铁路局           | 梅河口机务段 | 已摘牌，已封存        |
| DF4C-4089 | 共青团号         | 哈尔滨铁路局         | 哈尔滨机务段 | 已摘牌，运用中        |
| DF4C-4099 | 民兵号           | 沈阳铁路局           | 吉林机务段   | 已摘牌，已封存        |
| DF4C-4139 | 共青团号         | 济南铁路局           | 青岛机务段   | 已摘牌，运用中        |
| DF4C-4205 | 民族团结号       | 呼和浩特铁路局       | 包头西机务段 | 已封存                |
| DF4C-4275 | 青年文明号       | 呼和浩特铁路局       | 包头西机务段 | 已摘牌                |
| DF4C-4280 | 团结号           | 呼和浩特铁路局       | 包头机务段   | 已摘牌，运用中        |
| DF4C-4386 | 铁牛号（第四代） | 哈尔滨铁路局         | 哈尔滨机务段 | 已摘牌，运用中        |
| DF4C-4436 | 劳动号           | 南昌铁路局           | 向塘机务段   | 已摘牌，已封存        |
| DF4C-5012 | 青年文明号       | 北京铁路局           | 怀柔北机务段 | 运用中                |
| DF4C-5068 | 青年文明号       | 哈尔滨铁路局         | 哈尔滨机务段 | 已摘牌，已拆解        |
| DF4C-5167 | 青年文明号       | 哈尔滨铁路局         | 哈尔滨机务段 | 已摘牌，运用中        |
| DF4C-5278 | 青年文明号       | 济南铁路局           | 济南西机务段 | 已摘牌，运用中        |

## 车辆保存

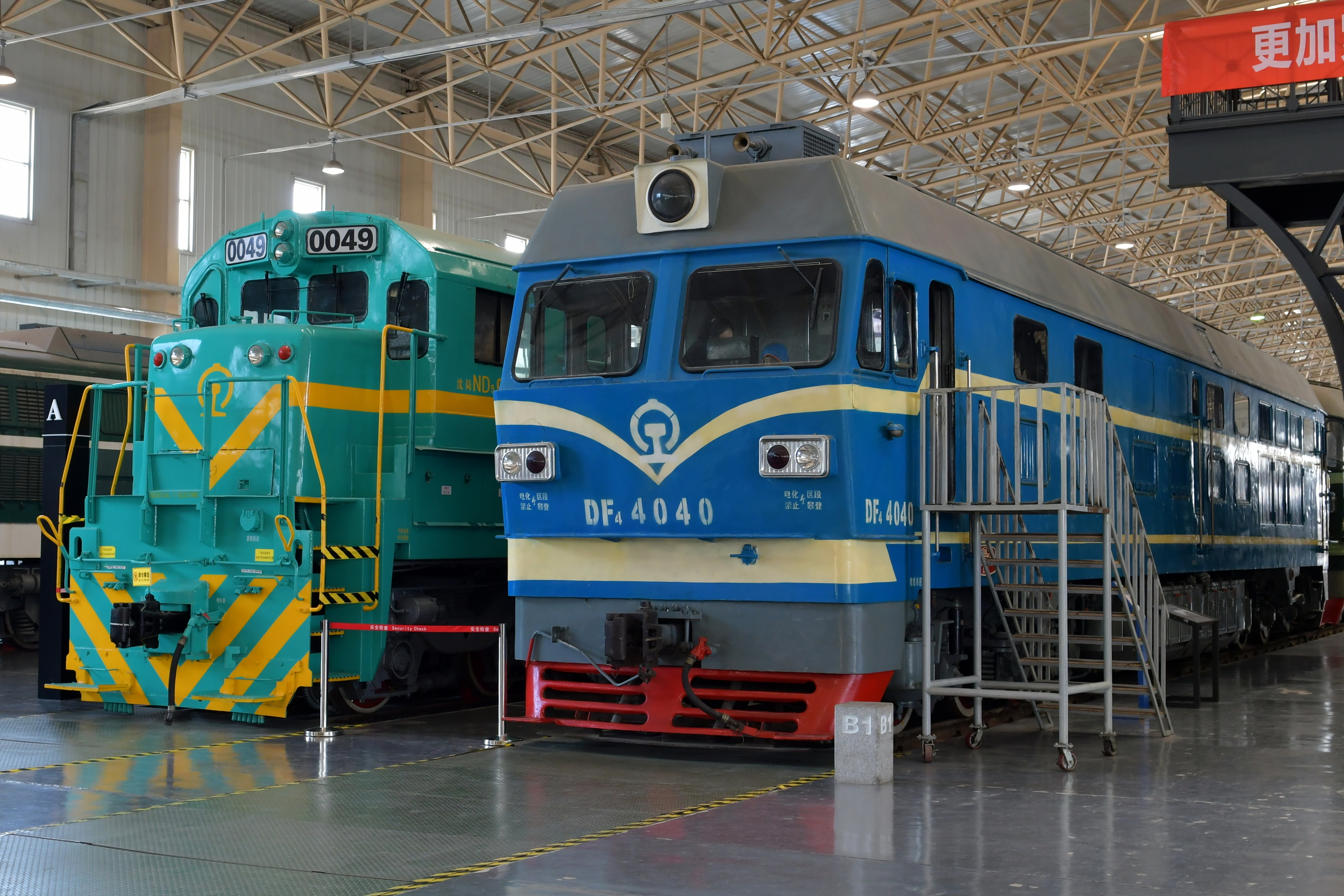
中国铁道博物馆内的东风4C型4040号机车（右）

- 东风4C型4001号机车：由大连机车车辆厂于1985年制造，于1985年9月出厂后曾先后配属沈阳铁路局赤峰机务段、锦州机务段，退役后于2010年9月初从锦州机务段移交中国铁道博物馆永久收藏，并于2013年经鉴定评为国家二级文物[16]。
- 东风4C型4040号机车：由大连机车车辆厂于1991年制造，曾先后配属沈阳铁路局赤峰机务段、梅河口机务段、吉林机务段和白城机务段，于2012年退役后存放在沈阳铁路局大安北机务段的机车储备基地，至2012年12月初从白城机务段移交中国铁道博物馆永久收藏。
- 东风4C型5147号机车：由资阳内燃机车厂于1998年制造，曾配属沈阳铁路局苏家屯机务段，至2019年退役报废，并自2021年2月起安置在河北省张家口市桥东区南口路段的张家口老火车步行街作静态展示，机车编号被变更为东风4型0516号[17]。
- 东风4C型5253号机车：由资阳内燃机车厂于1999年制造，曾先后配属武汉铁路局武昌南机务段、漯阜铁路公司周口机辆段，退役后自2018年12月起保存于河南省周口市的周口铁路主题公园（原漯阜铁路周口站）作静态展示。
- 东风4C型5331号机车：由资阳内燃机车厂于2000年制造，曾配属沈阳铁路局吉林机务段，退役后移交沈阳铁路陈列馆作静态展示。
- 位于河南省驻马店市汝南县宿鸭湖畔的“开往春天的列车”乡村振兴文化旅游综合体，保存着一台原车号不明的东风4C型机车作为绿皮车特色民宿区的展品。

## 参看
- 240/275系列柴油机
- 東風4B型柴油機車
- 东风4D型柴油机车
- 东风6型柴油机车
- 东风8型柴油机车
- 东风10型柴油机车